# Фландрійський хлопчик (фільм, 1924)
Фландрійський хлопчик (англ. A Boy of Flanders) — американська сімейна драма режисера Віктора Шерцингера 1924 року.

## У ролях
- Джекі Куган — Нелло
- Найджел Де Брулір — Жеан Даас
- Лайонел Бельмор — Баас Когез
- Нелл Крейг — Марі Когез
- Джинн Карпентер — Еліос Когез
- Расс Пауелл — Баас Кронштадт